# 日本の珍味一覧
日本の珍味一覧（にほんのちんみいちらん）では、地域古来の珍しい食材、あるいは昔は一般的であったが、食文化の変化により現在では一般の食事としては口にすることが少なくなった物を列記する。
また、酒肴として袋入りなどで販売される一部の魚肉加工品などは、特色のある一部のみ列記した。
また、グルメブームにより過去に失った食文化が再評価され改めて一般化したものが含まれる場合がある。
一般に、日本の三大珍味と言えばウニ（塩うに）、カラスミ（ボラの卵巣の塩漬け）、このわた（なまこの腸の塩辛）のことである。より狭義には「越前の雲丹」「長崎野母の唐墨」「三河の海鼠腸」である。という説と、カラスミ（ボラの卵巣の塩漬け）、このわた（なまこの腸の塩辛）までは同じだが、うるか（アユの内臓の塩辛）という説もある。これは、食文化の違いから発生しているものと思われるが、西日本では、主に後者が多い。

## 日本の珍味一覧

### 北海道の珍味
- かんかい（寒海）
  - 氷下魚（コマイ）という魚を干したもの。氷下魚は北海道では「かんかい」とも呼ぶ。そのまま、あるいは焼いてからマヨネーズ醤油や一味唐辛子をつけて食べる。
- 松前漬け
- 鮭とば
  - 鮭の細切りに立塩をして寒風で乾燥させた干物。最近では北海道に限らず、鮭の産地であれば販売している所が多い。
- イカナンコツ
  - イカの軟骨を酢などで調理したもの。
- ウニ（エゾバフンウニ、キタムラサキウニ）
  - ウニは、カラスミ・コノワタと並び日本の3大珍味と言われる。北海道で取れるエゾバフンウニは、赤ウニの中でも最高の珍味として重宝される。
- イクラ・筋子
  - サケの卵巣を醤油漬け・塩漬けにしたもの。
- めふん
- 切り込み
- 氷頭なます（ひずなます）
  - サケの頭の軟骨のなます。東北・北陸地方でも作られる。
- たつのかまぼこ・たちのかまぼこ（たつかま・たちかま）
- ルッツ
  - ユムシという海産無脊椎動物。刺身や炒め物などにして食べる。石狩市浜益地区が有名。韓国でも食材として利用される。釣りえさとしても使われる。
- カラストンビ（イカトンビ、タコトンビ）
  - カラスとトンビの嘴（くちばし）に形・色が似ていることからこの名前がついた。嘴そのものは固くて食べられないが、その周りの身を食す。人間でいうところの咀嚼筋にあたり、他の部位と比較して筋肉質が豊富な部位であり、独特の風味がある。
    - タコやイカの口をその周りの身ごとくり抜いて干したもの。または、燻製にしたもの。
    - タコの口を塩茹でにしたもの。

### 東北地方の珍味
- 津軽漬け
  - カズノコを、イカ・昆布と一緒に漬け込んだもので大根が入ることが多い。松前漬よりも昆布のとろみが強い。弘前市など津軽地方のお土産品とされることが多い。
- ホヤ
  - マボヤの身。独特の風味があり、人により好き嫌いが分かれる。酢の物としてキュウリと一緒に供されることが多い。北海道でもアカホヤを同様に調理したものがある。
- どんぴこ
  - 鮭の心臓。レバーに似た味わいがある。一匹から一つしか取れないため貴重。
- アワビの肝
  - アワビの肝を裏ごししたもの。滑らかな食感と濃厚なコクがある。
- 紅葉漬
  - 生の鮭を細く切り、イクラと一緒に漬け込んだもの。名前は見た目から。
- いなごの佃煮
  - イナゴの足、羽を取り、甘露煮した物。
- もってのほか
  - 山形県の郷土料理。もってのほか（食用菊）を使った郷土料理である
- とんぶり
  - 秋田県の特産品。ホウキギの実を乾燥・加熱加工した物。「畑のキャビア」とも呼ばれる。
- ウニの貝焼き
  - 福島県いわき市の特産品。新鮮なウニの身を貝殻に山盛りにのせて焼いたもの。
- モウカの星
  - モウカザメの心臓。刺身で食べる。
- 梅水晶
  - 細切りにしたサメの軟骨と梅肉を和えたもの。宮城県気仙沼市発祥。

### 関東地方の珍味
- くさや
  - 伊豆諸島に古くから伝わる干物の一種。魚をくさや汁と呼ばれる汁に漬けて作る。保存性に優れ、塩分は少ない。
- アンコウの肝（あんきも）
  - 文字通りアンコウの肝を蒸したり、生の状態をアンコウ鍋の身につけたり、鍋に溶かしいれたりして食べる。
- 筋蒲鉾（すじ） 
  - 鮫の軟骨を含む白身魚の練り物の一種。はんぺんの残材から作られる。おでんだねとして食べられる。
- しもつかれ
  - 鮭の頭と大根などの根菜類（鬼おろしか刻む）や豆類などと酒粕を混ぜて煮込んだ北関東地方に分布する郷土料理。

### 中部地方の珍味
山間部
- はちのこ（ヘボ）- クロスズメバチの子。愛知、岐阜、静岡、長野の山間部に残る食文化。
- ざざむし（長野県） - かわげら、かげろう、トビケラ、マゴタロウムシ、アオムシなどの幼虫[1]。長野県伊那谷地方の名物。
- 蚕の蛹（長野県）- 諏訪地域で食される。製糸業を深い関わりがあり、繭玉を作ったあとの蚕のサナギを供する。
- セミの幼虫（長野県）[1]
- つぼ汁 - つぼまたはつぶ（タニシ）を使った味噌汁。米作りが盛んな山梨県中北地域や長野県で貴重なタンパク源として食べられていた。近代に地方病の原因が宮入貝を中間宿主とする日本住血吸虫が原因だと判明してからは食べられなくなったが、県北部では現在でも食用とされる。
- うるか - 岐阜県の他、各地で作られる、川獲りのアユを用いた塩辛。身や内臓を用いて塩漬けするがアユの部位などによりいろいろと種類がある。

沿岸
- このわた - ナマコの内臓を塩漬けしたもの（塩辛）。
- くちこ - ナマコの卵巣。「このこ」とも呼ばれる。
- くろづくり - イカスミを入れて作ったイカの塩辛
- イカの丸干し - イカの内臓を取り出さずそのまま干した物。
- 河豚の卵巣の糠漬け - 石川県金沢市周辺、能登半島と新潟県佐渡島の特産。猛毒であるフグの卵巣（ゴマフグ、サバフグのもの）を3年前後、塩漬けと糠漬け（および粕漬け）にすることにより無毒化される[2][3]。江戸時代から食されてきたが、無毒化のメカニズムが不明なため、局地的に生産・販売が許可されている。
- こんかいわし - イワシの糠漬け。石川県能登地方の伝統的保存食。火で軽くあぶって食べるのが一般的。
- へしこ - 鯖に塩を振ってぬか漬けにしたものである。若狭地方の伝統料理。
- メダカ - 新潟県中越地方ではメダカの佃煮がある。但しこれは養殖が容易なヒメダカが使用されている。
- いるか - 静岡県中部および東部地方で主に食されている。

その他
- 金時草 - 別名「水前寺草」。おひたしにして食べる。

### 近畿地方の珍味
- 鮒寿司
  - 卵の入ったメスのフナを腹開きにして、腹腔内に塩を詰めて数ヶ月から1年ほど塩漬けにするしてから仕込む熟れ寿司（なれずし）のひとつ。
- 金山寺味噌
- 大徳寺納豆
- ゆべし
- 矢柄（やがら）
  - 謡曲阿漕参照のこと。

### 中国地方の珍味
- ママカリ
- 広島菜
- アメフラシ（島根県隠岐の島）

### 四国地方の珍味
- 酒盗
  - カツオの内臓の塩辛。
- ちちこ
  - カツオの心臓。高知以外では「カツオのへそ」と呼ばれている。

### 九州地方の珍味
福岡県
- おきゅうと（福岡県）
- 辛子明太子（福岡県）
- かつお菜（福岡県）
- 糠炊き（福岡県） - サバ、イワシを糠で煮た料理
- 塩鯨（福岡県） - クジラ肉の塩漬け、ジャーキー

福岡県・佐賀県
- ワケノシンノス（シンノス）（福岡県、佐賀県） - 有明海でとれるイシワケイソギンチャク。砂に埋まっているのを掘り出す。味噌煮、醤油煮、唐揚げにして食べる。ワケノシンノスとは方言で「若い人の尻の穴」と言う意味。
- メカジャ（福岡県、佐賀県） - 有明海でとれる生きた化石、ミドリシャミセンガイ。味噌煮、醤油煮にして食べる。

佐賀県
- ワラスボ（佐賀県）
- 松浦漬（佐賀県）- 鯨の軟骨を酒粕に漬け込んだもの。平凡社の百科事典では「日本珍味五種」の一つとされた[4]。
- がん漬（佐賀県） - 干潟に生息する小型のカニを利用した塩辛の一種。

長崎県
- カラスミ（長崎県） - ボラの卵巣を塩漬けし、塩抜き後、天日干しで乾燥させたもの。

熊本県
- 辛子蓮根（熊本県） - 蓮根の穴に辛子味噌を詰め込み、黄色い衣を付けて油で揚げたもの。

大分県
- がん汁（大分県） - 宇佐市の郷土料理。淡水産のモクズガニを生きたまま殻ごとすりつぶし、ザルなどで殻をこした後に塩を入れて煮立て、醤油味の汁に仕立てたもの。

鹿児島県
- こいじゃっど（鹿児島県） - 鰹の腹皮の燻製。

### 沖縄の珍味
- 豆腐よう
  - 島豆腐を米麹、紅麹、泡盛によって発酵・熟成させた発酵食品
- 海ぶどう
  - 緑藻類イワズタ科（イワヅタ科）の海藻であるクビレズタ（クビレヅタ）のこと。細かい実のなった葡萄のような見た目から名づけられた。
- ミミガー
  - 豚の耳介を、毛を直火で焼いて除去し、茹でるか蒸したもの。
- イラブー汁
  - エラブウミヘビのこと（実際には同じエラブウミヘビ属であるヒロオウミヘビやアオマダラウミヘビもイラブーとして販売されている）であり、伝統的に神事に携わるノロにのみ、産卵のために上陸したものを採捕する漁業権が許されてきた歴史を有する。漁獲したイラブーは硬く乾燥した燻製にして保存し、これを手間と時間をかけてもどし、煮込んで出汁をとる。
- イソアワモチ（沖縄県伊是名島）
  - 陸上でもある程度呼吸できるウミウシの仲間。塩もみして内臓も出して炒めるなどして食べる。

### その他の珍味（全国および広範囲での生産・流通消費される珍味）
- ボラの胃
  - 地域によって「ボラのへそ」や「そろばん玉」などとしても呼ばれる。一尾につき一つなのでボラの胃単体のみで流通することはなく、ボラをさばいた際に付随して供せられる食材のため、北海道以南のボラが獲れる地域で外食および食卓の場で消費される。